# Карлос Айрис Брито
Карлос Аугусто Айрис ди Фрейтас Брито (на португалски: Carlos Augusto Ayres de Freitas Britto) е бразилски поет и магистрат, бивш член на Върховния федерален съд на Бразилия и негов председател от 19 април до 16 ноември 2012. Като председател на ВФС Карлос Айрис Брито оглавява и Националния съдебен съвет на Бразилия.
Бакалавър по право на Федералния университет на Сержипи от 1966, Брито придобива магистърска, докторска и професорска степен в Папския католически университет на Сао Пауло. Започва професионалната си кариера като главен юрисконсулт на Сержипи при управлението на сенатора Жозе Лейти, а през 1983-1984 г. е главен финансов прокурор на щата. През 1990 г. е кандидат за камарата на депутатите от Партията на работниците, но не е избран.
През 2003 г. е избран за член на Върховния федерален съд по предложение на президента Луис Инасио Лула да Силва. През периода 6 май 2008 - 22 април 2010 г. Карлос Брито е председател на Висшия електорален съд. На 19 април 2012 г. Карлос Айрис Брито застава на председателското място на Върховния федерален съд на Бразилия. На този пост той остава до пенсионирането си на 17 ноември 2012 г. – деня преди да навърши 70 години – задължителната по това време възраст за пенсиониране на върховните съдии в Бразилия.
Автор на редица правни трудове, Карлос Брито е и поет – автор на 5 стихосбирки.